# Fidibus (optænding)
 For alternative betydninger, se Fidibus. (Se også artikler, som begynder med Fidibus)
En fidibus (tysk: Fidibus, svensk: fidibus, oprindelse ukendt) er betegnelse for en sammenfoldet strimmel papir til tænding af piber, pejse, ovne og lignende.

## Fodnoter
1. ↑  Den Danske Ordbog samt Ordbog over det danske Sprog via http://www.sproget.dk Arkiveret 12. august 2014 hos  Wayback Machine (opslag fidibus) og Salmonsens konversationsleksikon opslag Fidibus Arkiveret 30. oktober 2012 hos  Wayback Machine